# Commissario europeo

Logo della Commissione europea

Un Commissario europeo (o Eurocommissario) è un membro della Commissione europea, l'istituzione che nella Unione europea detiene le funzioni esecutive e il controllo del rispetto del Diritto comunitario. A ciascun Commissario corrisponde un ambito di responsabilità politica all'interno della Commissione. La definizione e la distribuzione di questi ambiti di responsabilità competono al Presidente. I commissari sono 27 (uno per stato membro compreso il presidente), scelti tra le personalità di spicco dello stato membro di appartenenza. Tra i membri sono compresi il presidente e l'alto rappresentante dell'Unione per gli affari esteri e la politica di sicurezza (PESC) in veste di vicepresidente. Il presidente può nominare altri vicepresidenti.